# 아르틴 L-함수
수학에서 아르틴 L-함수(Artin L- Function)는 갈루아 군 G 의 선형 표현 ρ와 연관된 디리클레 급수의 유형이다. 이 기능은 에밀 아르틴 ( Emil Artin )이 1923년에 군론에 관한 그의 연구와 관련하여 도입하였다. 이 함수의 기본 속성, 특히 아래에 설명된 아르틴 추측(Artin conjecture)은 쉽게 증명할 수 있는 것으로 밝혀졌다. 비 - 아벨 군이 제안되는 목적 중 하나는 아르틴 L- 함수(Artin L -function)의 복잡한 분석 특성을 자기동형 형식(automorphic form)과 랭글랜즈 프로그램과 같은 더 큰 틀에 통합하는 것이다. 지금까지는 이 이론의 일부 영역만 확고한 기초 위에 놓여있다고 본다.

## 아르틴 추측
아르틴 L-함수에 대한 아르틴추측(Artin conjecture)은 자명하지 않은 비-자명군 기약 표현 ρ의 아르틴 L-함수 L (ρ, s )가 전체 복소 평면에서 해석적이라고 기술하고있다.
이것은 1 차원 표현에서, L- 함수는 헤케 지표와 연관되어 있으며 특히 디리클레 L-함수에 관련되어 있다. 좀더 일반적으로 아르틴(Artin)은 아르틴 추측이 1 차원 표현으로부터 유도된 모든 표현에 대해 사실임을 보여주고있다. 갈루아 군이 초 가해군(supersolvable)이거나 보다 일반적으로 단항적(monomial)인 경우, 모든 표현은 아르틴 추측이 유지하는 형식이다.
앙드레 베유(André Weil)는 유리 함수층(funtion field)의 경우의 아르틴 추측을 증명했다.
2 차원 표현은 이미지 하위 그룹(군)의 본질에 따라 분류된다. 이 그룹은 순환, 2 면체, 4 면체, 8 면체 또는 20 면체 일 수 있다. 주기적인 또는 2 면체의 경우에 대한 아르틴추측은 헤게(Hecke)의 연구에서 쉽게 다루어 진다. 랭글랜즈(Langlands)는 4면체의 경우를 증명하기 위해 기저부를 다루었다. 터넬(Tunnell)은 8면체의 경우를 다루기 위해 이 연구를 확장했다. 앤드루 와일스(Andrew Wiles)는 다니야마-시무라-베유 추측(Taniyama-Shimura conjecture)에대한 증거로 이러한 사례를 사용했다. 리차드 테일러 (Richard Taylor) 와 다른 사람들은 (해결할 수 없을 것으로 여겨지는) 20 면체의 경우에 대해 진전을 보였다. 이것은 활발한 연구 분야이다.
"유도된 지표에 대한 브라우어(Brauer)의 정리"는 모든 아르틴 L- 함수가 헤케 L-함수의 양과 음의 적분의 곱이며, 따라서 전체 복소 평면에서 모형이 됨을 의미하고 있다.
랭글랜즈(Langlands, 1970)는 아르틴 추측은 GL (n) 에 대한 자기동형 형식과 관련된 L-함수(L-function)가 랭글랜즈 프로그램의 강력한 결과로부터 나온 것이라고 지적했다.
{\displaystyle n\geq 1}에서 보다 정확하게, 랭글랜즈 추측은 아딜 그룹 {\displaystyle GL_{n}(A_{Q})}의 자기동형 표현을 갈로아 군의 모든 n 차원 기약표현과 연관 시키며, 이는 갈루아 표현이 환원 불가능한 경우에, 갈로아 표현의 함수는 자기동형 표현의 자기동형 L- 함수와 동일하다. 아르틴 추측은 첨단 표현(cuspidal representation)의 L- 함수가 동형적임을 알려진 사실로부터 보여준다. 이것은 랭글랜즈의 작업에 대한 주요 동기 중 하나였다.

## 데데킨트 추측
더 약한 추측 (The weaker conjecture, 때로는 데데킨트 추측(Dedekind conjecture)으로 알려짐)은 {\displaystyle {M \over K}} 가 체의 확장일 경우,
{\displaystyle s\mapsto {{\zeta _{M}(s)} \over {\zeta _{K}(s)}}}
이것은 데데킨트 제타 함수이다.
아라마타-브라우어 정리(Aramata-Brauer theorem)는 {\displaystyle {M \over K}} 가 갈루아 군이라면 그 추측이 성립한다고 보여주고 있다.
보다 일반적으로, N 을 K에 대해 M 의 갈루아 클로저(폐포)로, G를 {\displaystyle {N \over K}} 의 갈루아 군으로 하자. 이때 M에서 K-불변량 복소수의 삽입에 대한 G 의 작용과 관련된 자연스러운 형식은 {\displaystyle s\mapsto {{\zeta _{M}(s)} \over {\zeta _{K}(s)}}}와 관련된 아르틴 L- 함수와 동일하다. 따라서 아르틴 추측은 데데킨트 추측을 의미한다.
1975년 우치다(Uchida)와 반데르 발(van der Waal)에 의해 G 가 가해군 일 때 그 추측이 입증되었다.

## 같이 보기
- L-함수

## 참고
- Artin, E. (1923). “Über eine neue Art von L Reihen”. 《Hamb. Math. Abh.》 3. Reprinted in his collected works, ISBN 0-387-90686-X. English translation in Artin L-Functions: A Historical Approach by N. Snyder.
- Artin, Emil (1930), “Zur Theorie der L-Reihen mit allgemeinen Gruppencharakteren.”, 《Abhandlungen Hamburg》 (독일어) 8: 292–306, doi:10.1007/BF02941010, JFM 56.0173.02
- Tunnell, Jerrold (1981). “Artin's conjecture for representations of octahedral type”. 《Bull. Amer. Math. Soc.》. N. S. 5 (2): 173–175. doi:10.1090/S0273-0979-1981-14936-3.
- Gelbart, Stephen (1977). 〈Automorphic forms and Artin's conjecture〉. 《Modular functions of one variable, VI (Proc. Second Internat. Conf., Univ. Bonn., Bonn, 1976)》. Lecture Notes in Math. 627. Berlin: Springer. 241–276쪽.
- Langlands, Robert (1967), 《Letter to Prof. Weil》
- Langlands, R. P. (1970), 〈Problems in the theory of automorphic forms〉, 《Lectures in modern analysis and applications, III》, Lecture Notes in Math 170, Berlin, New York: Springer-Verlag, 18–61쪽, doi:10.1007/BFb0079065, ISBN 978-3-540-05284-5, MR 0302614
- Martinet, J. (1977), 〈Character theory and Artin L-functions〉,   Fröhlich, A., 《Algebraic Number Fields, Proc. Symp. London Math. Soc., Univ. Durham 1975》, Academic Press, 1–87쪽, ISBN 0-12-268960-7, Zbl 0359.12015
- Prasad, Dipendra; Yogananda, C. S. (2000),  Bambah, R. P.; Dumir, V. C.; Hans-Gill, R. J., 편집., 《A Report on Artin's Holomorphy Conjecture》 (PDF), Birkhäuser Basel, 301––314쪽, doi:10.1007/978-3-0348-7023-8_16, ISBN 978-3-0348-7023-8